# Louis Courajod

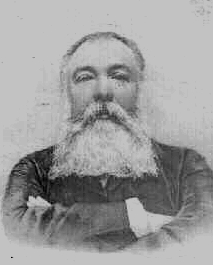
Louis Courajod

Louis Charles Léon Courajod, (22 februari 1841 - 26 juni 1896) was een Frans kunsthistoricus gespecialiseerd in Franse kunst. Hij was conservator aan het Louvre en is vooral bekend om zijn studies over de Gotische kunst.

## Biografie
Louis Charles Léon Courajod werd geboren in Parijs op 22 februari 1841 en overleed er op 26 juni 1896. Hij studeerde aan het Lycée Charlemagne in Parijs en na zijn studies in de rechten in 1864 studeerde hij aan de bekende École nationale des chartes waar hij zijn opleiding kreeg tot archiviste paléographe. Van 1867 tot 1874 werkte hij bij de Bibliothèque nationale de France op het cabinet des estampes (prentenkabinet) onder Henri Delaborde. Het was in die periode dat hij actief werd in de kunstgeschiedenis en in 1867 publiceerde hij zijn eerste artikel: “Les sépultures des Plantagenets à Fontevrault”. In 1879 was hij adjunct-conservator aan het museum van het Louvre en tussen 1893 en 1896 was hij directeur van de afdeling beeldhouwkunst van de middeleeuwen, de renaissance en de moderne tijden. Hij is een van de stichters van l’École du Louvre, in 1882.
Een memoire genaamd "Louis Courajod, un historien de l'art français", werd in 1896 gepubliceerd door Courajods voormalige leerling, Albert Marignan.

## Werken
Louis Courajod is de eerste die de term internationale gotiek heeft gebruikt om de stroming in de beeldende kunst tussen 1380 en 1450 te benoemen. Deze stroming ontwikkelde zich in Frankrijk en werd snel de gemeenschappelijke stijl in gans West- en Centraal-Europa.
Louis Courajod was ook een opponent van de stelling dat de renaissance zich ontwikkelde uit de Italiaanse kunst. Volgens hem waren de essentiële vernieuwingen in de cultuur en de kunst die de renaissance deden ontstaan te vinden in Noord-Frankrijk en de Bourgondische Nederlanden. De bijdrage van Italië was beperkt tot het inkleden van die kunst in een antiek ogend resultaat.

Karikatuur van Louis Courajod door Félix Vallotton (1865-1925)

## Publicaties
Onder zijn belangrijkste publicaties zijn:
- Histoire de l'enseignement des arts du dessin au XVIIIe siècle. (1874)
- Musée de sculpture comparée. Palais du Trocadéro. Catalogue raisonné (1892)
- Alexandre Lenoir, son journal et le Musée des monuments français (3 volumes, 1878-1887)
- Histoire du département de la sculpture moderne au Musée du Louvre (1894)
- Leçons professées à l'École du Louvre (1887-1896) (3 volumes, 1899-1903)